# Mirbach (Adelsgeschlecht)

Stammwappen derer von Mirbach

Mirbach ist der Name eines alten rheinischen Adelsgeschlechts. Mirbach, heute ein Ortsteil der Gemeinde Wiesbaum im Landkreis Vulkaneifel in Rheinland-Pfalz, wurde um 1900 zum Stammsitz erklärt.

## Geschichte
Erstmals urkundlich erwähnt wird das Geschlecht in der zweiten Hälfte des 13. Jahrhunderts mit Theodoricus miles de Merbach.
Bei Schannat werden zwei Familien aus dem Eifelraum mit gleichem Namen geführt, eine auch als Merbach, Meierbach, die andere auch Mirbeek, Mirbich oder Mirwich. Die Urkundendatierung von 1290 von Diedrich von Merbach (Theodoricus miles de Merbach) sieht sein Herausgeber Georg Bärsch als Schreibfehler an. Er verweist auch darauf, das Diedrich nicht in der ursprünglichen Mirbacher Stammtafel aufgeführt wird. Die erste Linie stirbt im 16. Jahrhundert angeblich aus, die andere Linie setzt sich wie beschrieben fort und beginnt erst mit der Mitte des 14. Jahrhunderts aufzuscheinen. Aber schon ab Mitte des 19. Jahrhunderts werden in historischen Abhandlungen beide Linien als eine gesehen.
Die Herren von Mirbach gehören zum rheinischen Uradel. Sie sind Mitglied der Rheinischen Ritterschaft und stellten dort den ersten Ritterhauptmann.
Im 15. Jahrhundert erwarben Angehörige der Familie die Burg Neublankenheim (zwischen Ahütte und Ahrdorf nahe Blankenheim in der Nordeifel gelegen) sowie die Burg Arloff (heute ein Stadtteil von Bad Münstereifel) und die dazugehörigen Güter. Im Laufe der Zeit konnte sich das Geschlecht vor allem im Herzogtum Jülich-Berg stark ausbreiten. Später wurden sie Lehensträger der Kurfürsten von Köln und Trier. Das Schloss Harff bei Kaster (in den frühen 1970er Jahren für einen Braunkohlentagebau abgerissen), wurde 1654 durch Heirat erworben, 1769 durch Erbe auch Haus Graven. Zweige des Geschlechts gelangten bis nach Lothringen und in das Hochstift Lüttich.
Eine Linie kam in der Mitte des 16. Jahrhunderts nach Kurland. Emmerich I. von Mirbach († 1597) erhielt das Gut Pussen bei Windau (heute Ventspils in Lettland) mit insgesamt 35.000 Hektar zunächst pfandweise und am 4. November 1579 als erblichen Besitz.
In Sorkwity (Sorquitten) im Ermland-Masuren entstand 1850 bis 1856 ein neugotisches Schloss.
Friedrich Gotthard von Mirbach, der von Kaiser Leopold II. als König von Böhmen 1791 in den böhmischen Grafenstand erhoben wurde, war von Kurland nach Böhmen gekommen und hatte dort die Herrschaft Kosmanos (heute Kosmonosy in Tschechien) erworben. Mit Johann Wilhelm Freiherr von Mirbach zu Harff aus der preußischen Rheinprovinz, wurde die Familie durch König Friedrich Wilhelm IV. von Preußen 1840 nach dem Erstgeburtsrecht in den Grafenstand erhoben. In Ermangelung eines männlichen Erben setzte dieser seinen Neffen Richard Freiherr von Vorst-Lombeck und Gundenau zum Fideikommisserben ein. Dieser nahm 1850 mit königlicher Genehmigung den Namen Graf von Mirbach-Harff und das Mirbachsche Wappen an.
Graf Alfons von Geldern-Egmont (aus einer Bastardlinie des Hauses Egmond), dessen Mutter Gabriele eine geborene Freiin von Mirbach war, erhielt 1877 von König Ludwig II. von Bayern den Namen Mirbach-Geldern-Egmont. Er besaß das von seinem Vater, dem Grafen Alfons, 1877 gestiftete Fideikommiss Roggenburg in Schwaben. Prinzregent Luitpold ernannte ihn 1909 zum erblichen Reichsrat der Krone Bayerns.
Mit Wilhelm von Mirbach-Harff und Andreas Baron von Mirbach starben im Verlauf des 20. Jahrhunderts zwei der Familie entstammende Diplomaten durch gewaltsame Anschläge (vgl. Liste getöteter Botschafter).

## Wappen
Das Stammwappen zeigt in Schwarz ein silbernes achtendiges Hirschgeweih mit Grind. Auf dem Helm mit schwarz-silbernen Decken zwei jeweils vierendige silberne Hirschstangen.

### Historische Wappenbilder

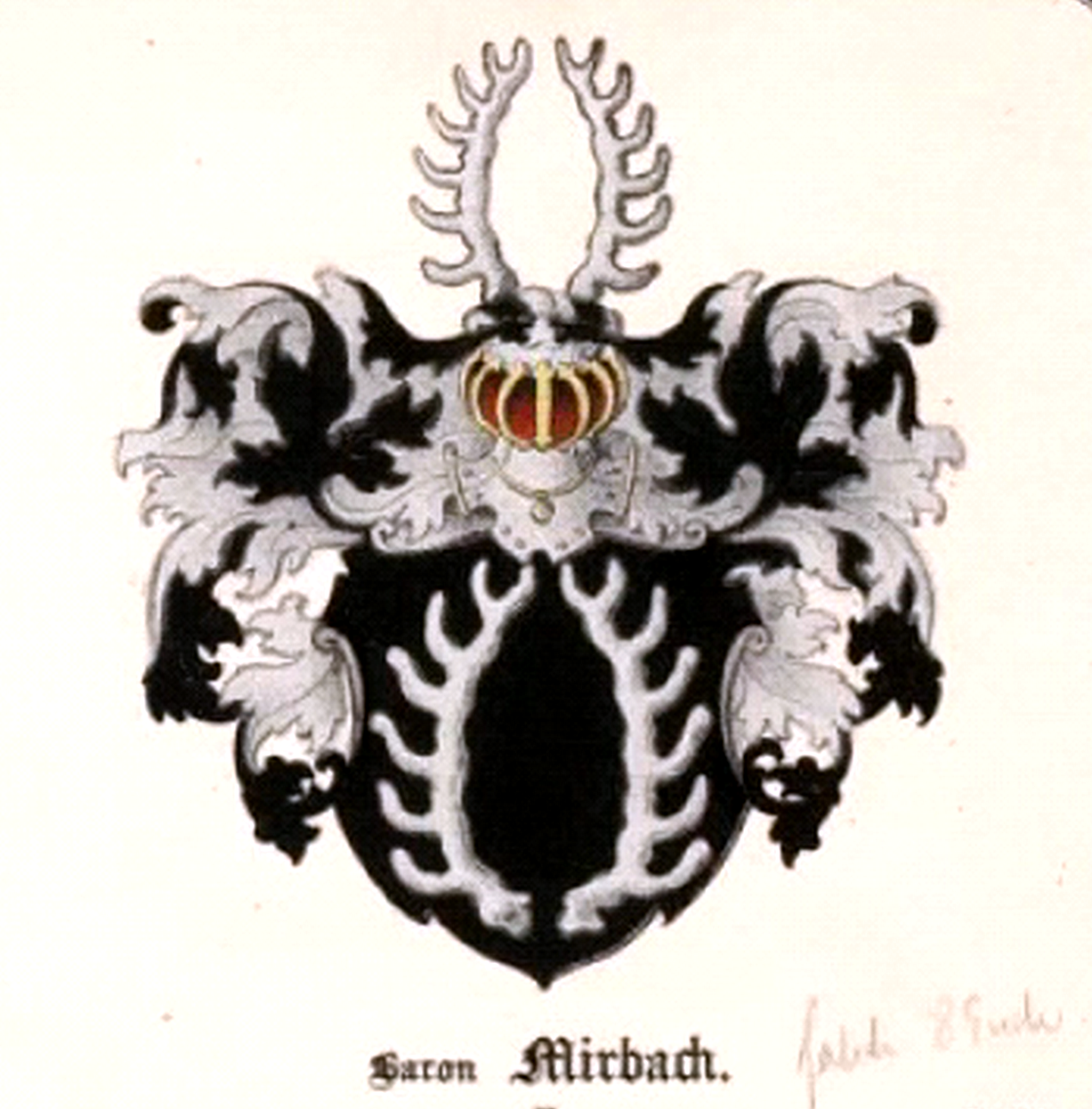
Wappen der Barone von Mirbach im baltischen Wappenbuch (1882)
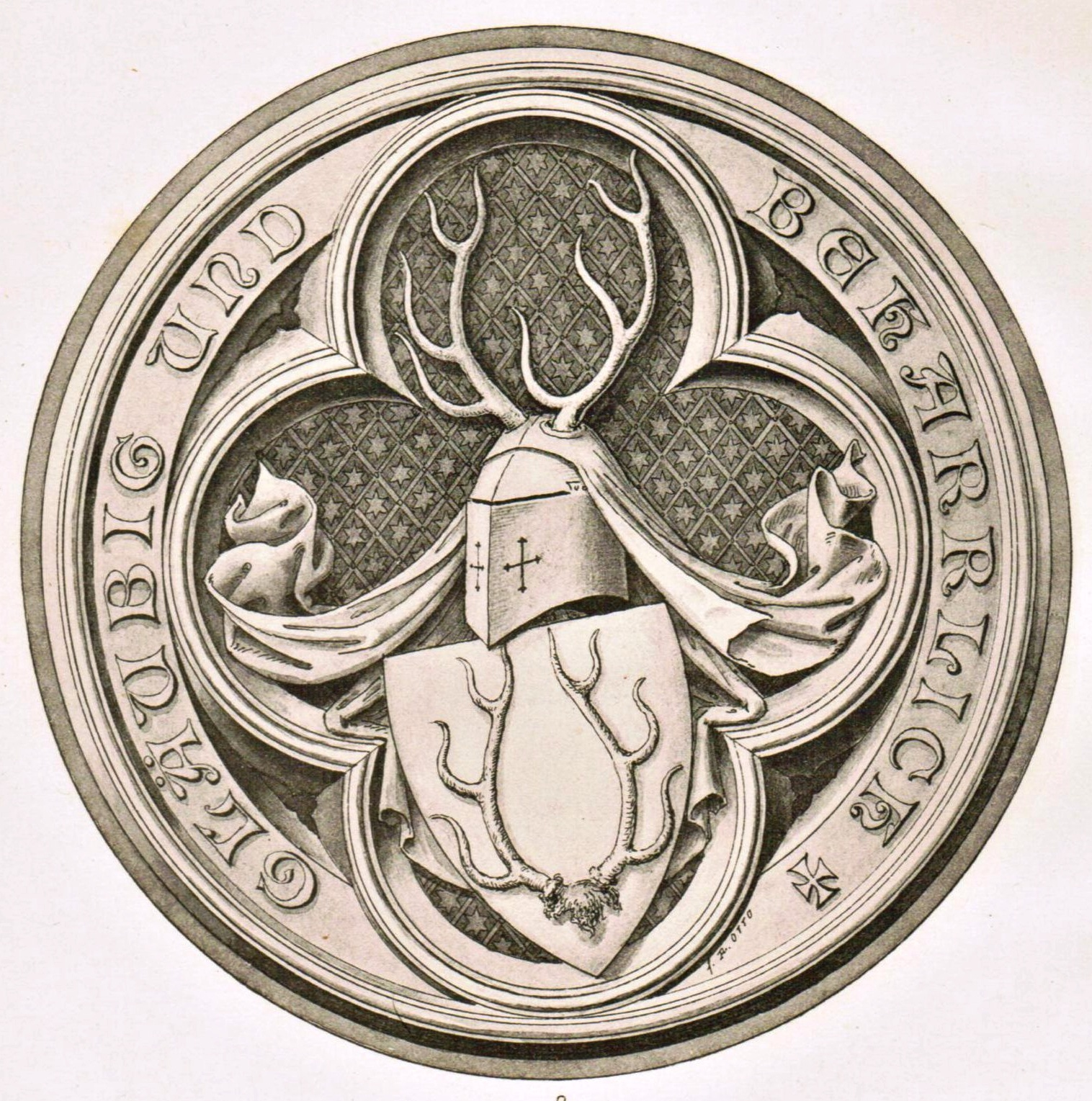
Stammwappen derer von Mirbach (1887) - „GLÄUBIG UND BEHARRLICH“

## Bekannte Familienmitglieder
- Adam von Mirbach (1580), Pastor zu Marmagen
- Andreas von Mirbach (1931–1975), deutscher Offizier und Diplomat, ermordet
- Christian Freiherr von Mirbach (* 1944), deutscher Brigadegeneral
- Dietrich von Mirbach (1907–1977), deutscher Diplomat
- Ernst von Mirbach (1844–1925), preußischer Militär- und Hofbeamter
- Ernst von Mirbach-Harff (1845–1901), Vater von Wilhelm und Maximilian von Mirbach-Harff
- Götz von Mirbach (1915–1968), deutscher Marineoffizier, Träger des Eichenlaubs zum Ritterkreuz
- Heinrich Georg von Mirbach (1674–1736), kurländischer Kanzler und Landhofmeister
- Johann Wilhelm von Mirbach-Harff (1784–1849), gründete 1837 die Rheinische Ritterakademie
- Julius von Mirbach-Sorquitten (1839–1921), Offizier, Mitglied des Preußischen Herrenhauses und des Reichstages, seit 1888 Graf
- Karl Joseph von Mirbach (1718–1798), katholischer Priester, Domherr im Fürstbistum Speyer
- Maimi von Mirbach (1899–1984), Cellolehrerin, geehrt als „Gerechte unter den Völkern“
- Maximilian von Mirbach-Harff (1880–1971), Landrat, seit 1944 Graf von Mirbach-Harff, zuvor Freiherr von Mirbach
- Otto von Mirbach (1804–1867), preußischer Offizier und Revolutionär
- Philipp von Mirbach (* 1961), Schauspieler und Heilpraktiker für Psychotherapie
- Reinhold Heinrich von Mirbach (1825–1902), kaiserl. russ. Vizeadmiral und Flügeladjutant des Zaren
- Richard von Mirbach-Harff (1810–1853), preußischer Landrat, geboren als Richard von Vorst-Gudenau
- Werner von Mirbach (Generalleutnant) (1713–1797), deutscher Generalleutnant
- Werner von Mirbach (Jurist) (1878–1928), deutscher Jurist und Politiker
- Werner von Mirbach (1877–1975), Amtsgerichtsrat, Kommendator der Rheinischen Genossenschaft[5] des Johanniterordens
- Wilhelm von Mirbach († 1563), Kanoniker zu Münstereifel und Prüm, Pastor zu Marmagen
- Wilhelm von Mirbach (General) (1810–1882), deutscher Generalleutnant
- Wilhelm von Mirbach-Harff (1871–1918), deutscher Diplomat und Botschafter

## Burgen und Schlösser
- Burg Mirbach: Als Stammburg angesehene abgegangene Burg in Mirbach, vermutlich nur ein befestigtes Rittergut oder Festes Haus, 1903 auf Ruinenresten Nachbau als Kunstruine. Ende des 20. Jahrhunderts fast wieder völlig zerfallen.[6]
- Burg Neublankenheim: Mitte des 15. Jahrhunderts in Besitz genommen, 1521 als zerstört beschrieben, 1770 verkauft
- Burg Virnich: 1518 als Erbbesitz bis 1817
- Burg Arloff: im Besitz im 15. und 16. Jahrhundert
- Burg Haus Immendorp 1458 durch Kauf 1458 bis ins 18. Jahrhundert (nur noch ein Gut)
- abgegangene Burg Lindweiler: 1479 bis Anfang des 16. Jahrhunderts
- Schloss Zweibrüggen: um 1500 bis 1676
- Burg Müllenark: Ende des 16. Jahrhunderts bis um 1670 in Teilen
- Haus Honsdorf: durch Kauf 1668 bis ins 20. Jahrhundert
- Schloss Harff: 1675 durch Heirat bis zur Sprengung 1972 wegen des Braunkohletagebaus
- Burg Vlatten: 1729 durch Heirat Übernahme des Bocholtzschen Anteils bis zum Verkauf 1787
- Burg Bocholt: 1748 durch Heirat erworben, weiterverpachtet
- Wolfsburg: durch Heirat erworben
- Wasserburg Haus Graven: 1769 durch Heirat bis 1974
- Burg Gudenau: kurzzeitig 1812 bis 1834
- Burg Ingenhoven: vor 1820 kurzzeitig im Besitz
- Dückeburg: um 1829 in Besitz bis ins 20. Jahrhundert
- Haus Fürth: spätestens nach Mitte des 19. Jahrhunderts
- Schloss Roggenburg: 1927 bis Ende des 20. Jahrhunderts